# Temelucha genalis
Temelucha genalis là một loài tò vò trong họ Ichneumonidae.